# Mladeč
Mladeč é uma comuna checa localizada na região de Olomouc, distrito de Olomouc.